# Carlo Antonio Pezzi
Carlo Antonio Pezzi (Venezia, 1754 – Parigi, 1833) è stato un presbitero e scrittore italiano.
Letterato di successo vestì l'abito talare, che abbandonò dopo essere stato folgorato dalle idee napoleoniche. Niccolò Tommaseo ebbe a redigerne un'interessante necrologia nel libro “Dizionario Estetico” che appare una buona sintesi della sua intensa esistenza. Lasciò circa sessanta opere in parte inedite. Era fratello del famoso medico veneziano Pietro Pezzi.

## Scritti
- Della dottrina ch'è necessaria a' sacerdoti
- Contro l'abuso del giuramento
- Volgarizzamento delle preci cattoliche
- Difesa de' poveri della sa parrocchia contro gli eredi d'una ricca famiglia
- Caterina di Ringhen, dramma
- Dell'uso de' beni ch'erano del comune
- Della sagacità de' gobbi
- Filosofia della mente e del cuore
- Lanterna magica che fa vedere il mondo e qualcosa di più
- Principii politici d'agricoltura e d'economia rurale
- Coup d'oeil sur les gouvernements absolus

Inedite lasciò molte cose: 
- Sogno storico, e sogno politico
- Vedute del mondo nuovo
- Delle epidemie fantastiche
- Dodici parabole
- Otto novelle (lode al cielo)
- Sei giorni passati a Cosmopoli dal mio compare Filippo
- Le nozze in cantina, farsa d'un personaggio solo
- Confessioni dell'autore
- Filosofia dell'eloquenza

Prolegomeni: 
- Delle scienze, delle lettere e delle arti
- Elementi di matematica
- Principii di poesia
- Parigi giudicato da un forestiere
- Project d'un etablissement philantropique
- Reform de l'instruction populaire